# Campeonato Europeu de Atletismo em Pista Coberta de 2015 - Salto em altura feminino
A prova do salto em altura feminino  do Campeonato Europeu de Atletismo em Pista Coberta de 2015 foi disputada entre os dias 6 e 7 de março de 2015 no O2 Arena em Praga, República Checa. 

## Recordes
Antes desta competição, os recordes mundiais e do campeonato nesta prova eram os seguintes:
|                       | Nome            | Nacionalidade | Altura  | Local      | Data                   |
| --------------------- | --------------- | ------------- | ------- | ---------- | ---------------------- |
| Recorde mundial       | Kajsa Bergqvist | Suécia        | 2m 08cm | Arnstadt   | 4 de fevereiro de 2006 |
| Recorde do campeonato | Tia Hellebaut   | Bélgica       | 2m 05cm | Birmingham | 3 de março de 2007     |
| Recorde europeu       | Kajsa Bergqvist | Suécia        | 2m 08cm | Arnstadt   | 4 de fevereiro de 2006 |

## Medalhistas
| Ouro                 | Prata               | Bronze                |
| Mariya Kuchina (RUS) | Alessia Trost (ITA) | Kamila Lićwinko (POL) |

## Cronograma
Todos os horários são locais (UTC+2).
| Data       | Hora  | Evento       |
| ---------- | ----- | ------------ |
| 6 de março | 16:05 | Qualificação |
| 7 de março | 16:30 | Final        |

## Resultados

### Qualificação
Qualificação: 1,94 m (Q) ou os 8 melhores qualificados (q).
| Posição | Atleta                  | Nacionalidade | 1.72 | 1.77 | 1.82 | 1.87 | 1.91 | 1.94 | Resultados | Notas                |
| ------- | ----------------------- | ------------- | ---- | ---- | ---- | ---- | ---- | ---- | ---------- | -------------------- |
| 1       | Justyna Kasprzycka      | Polónia       | –    | –    | o    | o    | o    | o    | 1.94       | Q,                   |
| 2       | Ruth Beitia             | Espanha       | –    | –    | o    | xo   | o    | o    | 1.94       | Q                    |
| 2       | Mariya Kuchina          | Rússia        | o    | –    | xo   | o    | o    | o    | 1.94       | Q                    |
| 2       | Alessia Trost           | Itália        | –    | o    | o    | o    | xo   | o    | 1.94       | Q                    |
| 5       | Kamila Lićwinko         | Polónia       | –    | –    | –    | o    | o    | xo   | 1.94       | Q                    |
| 5       | Airinė Palšytė          | Lituânia      | –    | –    | o    | o    | o    | xo   | 1.94       | Q                    |
| 5       | Venelina Veneva-Mateeva | Bulgária      | –    | o    | o    | o    | o    | xo   | 1.94       | Q, =                 |
| 8       | Michaela Hrubá          | Chéquia       | –    | o    | o    | o    | o    | xxx  | 1.91       | q,                   |
| 8       | Barbara Szabó           | Hungria       | –    | –    | o    | o    | o    | xxx  | 1.91       | q                    |
| 10      | Iryna Herashchenko      | Ucrânia       | –    | –    | xo   | o    | xo   | xxx  | 1.91       | Recorde da temporada |
| 11      | Urszula Gardzielewska   | Polónia       | –    | –    | o    | o    | xxx  |      | 1.87       |                      |
| 11      | Katarina Mögenburg      | Noruega       | o    | o    | o    | o    | xxx  |      | 1.87       |                      |
| 13      | Mirela Demireva         | Bulgária      | o    | o    | xo   | o    | xxx  |      | 1.87       |                      |
| 14      | Oldriška Marešová       | Chéquia       | o    | o    | o    | xo   | xxx  |      | 1.87       |                      |
| 15      | Ma'ayan Shahaf          | Israel        | –    | o    | o    | xxo  | xxx  |      | 1.87       | Recorde da temporada |
| 16      | Sofie Skoog             | Suécia        | o    | o    | xxo  | xxo  | xxx  |      | 1.87       | =                    |
| 17      | Isobel Pooley           | Grã-Bretanha  | –    | o    | o    | xxx  |      |      | 1.82       |                      |
| 18      | Grete Udras             | Estónia       | –    | xo   | xo   | xxx  |      |      | 1.82       |                      |
| 19      | Daniela Stanciu         | Roménia       | –    | o    | xxo  | xxx  |      |      | 1.82       |                      |
| 20      | Marija Vuković          | Montenegro    | o    | o    | xxx  |      |      |      | 1.77       |                      |
| 21      | Madara Onužāne          | Letônia       | o    | xo   | xxx  |      |      |      | 1.77       |                      |
| 22      | Valentyna Liashenko     | Geórgia       | xo   | xxx  |      |      |      |      | 1.72       |                      |

### Final
A final foi realizada às 16:30 no dia 7 de março de 2015.  
| Posição           | Atleta                  | Nacionalidade | 1.80 | 1.85 | 1.90 | 1.94 | 1.97 | 1.99 | 1.99 | 1.97 | Resultados | Notas                |
| ----------------- | ----------------------- | ------------- | ---- | ---- | ---- | ---- | ---- | ---- | ---- | ---- | ---------- | -------------------- |
| Medalha de ouro   | Mariya Kuchina          | Rússia        | –    | o    | o    | o    | xxo  | xxx  | x    | o    | 1.97       |                      |
| Medalha de prata  | Alessia Trost           | Itália        | o    | o    | o    | o    | xxo  | xxx  | x    | x    | 1.97       | Recorde da temporada |
| Medalha de bronze | Kamila Lićwinko         | Polónia       | –    | o    | o    | o    | xxx  |      |      |      | 1.94       |                      |
| 4                 | Airinė Palšytė          | Lituânia      | o    | o    | o    | xo   | xxx  |      |      |      | 1.94       |                      |
| 5                 | Ruth Beitia             | Espanha       | –    | xo   | xo   | xo   | xxx  |      |      |      | 1.94       |                      |
| 6                 | Justyna Kasprzycka      | Polónia       | o    | o    | o    | xxo  | xxx  |      |      |      | 1.94       | =                    |
| 7                 | Venelina Veneva-Mateeva | Bulgária      | o    | o    | xxo  | xxx  |      |      |      |      | 1.90       |                      |
| 8                 | Michaela Hrubá          | Chéquia       | o    | o    | xxx  |      |      |      |      |      | 1.85       |                      |
| 8                 | Barbara Szabó           | Hungria       | o    | o    | xxx  |      |      |      |      |      | 1.85       |                      |

Legenda
| Recorde mundial       | Recorde mundial (World record)               |                       | Recorde africano                      | Recorde africano (African) |                                           | Q | Classificado por posição (Qualified) |
| Recorde do campeonato | Recorde do campeonato (Championship record)  | Recorde da América    | Recorde da América (Americas)         | q                          | Classificado por melhor tempo (Qualified) |   |                                      |
| Melhor marca do ano   | Melhor marca do ano (World leading)          | Recorde asiático      | Recorde asiático (Asian)              | DNS                        | Não largou (Did not start)                |   |                                      |
| Recorde nacional      | Recorde nacional (National record)           | Recorde europeu       | Recorde europeu (European)            | DNF                        | Não terminou (Did not finish)             |   |                                      |
| Recorde pessoal       | Recorde pessoal do atleta (Personal best)    | Recorde da Oceania    | Recorde da Oceania (Oceania)          | DSQ / DQ                   | Desclassificado (Disqualified)            |   |                                      |
| Recorde da temporada  | Recorde da temporada do atleta (Season best) | Recorde sul-americano | Recorde sul-americano (South America) | NM                         | Sem marca (No mark)                       |   |                                      |